# 임보라 (목회자)
임보라(1968년 12월 22일 ~ 2023년 2월 3일)는 대한민국의 목사로, 섬돌향린교회의 담임목사였다.  한국기독교장로회 소속이었다.

## 약력
- 1991년: 한신대학교 영어영문학과 졸업
- 1993년: 강남향린교회 전도사
- 1995년: 한신대학교 신학대학원 졸업
- 1996년: 토론토 명성교회 전도사
- 2003년: 향린교회 부목사
- 2013년: 섬돌향린교회 담임목사

## 이단 논란
2017년 9월, 대한민국 개신교의 주요 교단인 대한예수교장로회(고신, 백석, 통합, 합동, 합신), 기독교대한감리회, 기독교대한성결교회, 기독교한국침례회 등 8개 교단의 이단대책위원회에서 '임보라 목사의 이단적 경향에 대한 보고서'를 채택하고 임보라 목사의 신학 사상을 이단적 사상으로 결론내렸다.
이 보고서에 따르면 신론적 이단성, 동성애, 잘못된 가족 제도, 구원론적 이단성, 안식일의 의미를 왜곡, 정통 교회와 신학을 비판하고 공격한다는 것을 근거로 이단적 사상으로 보고 있다.
| 교단                       | 결의연도 | 회기 | 결의        | 결의내용                                                                            |
| -------------------------- | -------- | ---- | ----------- | ----------------------------------------------------------------------------------- |
| 대한예수교장로회(고신)     | 2017년   | 67   | 참여금지    | - 신론 - 동성애 - 구원론 등                                                         |
| 대한예수교장로회(합동)     | 2017년   | 102  | 참여금지    | 동성애 관련 비성경적인 사상 매우 농후                                               |
| 대한예수교장로회(합신)     | 2017년   | 102  | 이단        | - 하나님의 성 - 동성애 - 다원주의적 구원론 - 안식일 왜곡                            |
| 대한예수교장로회(백석대신) | 2018년   | 103  | 이단        | - 신론적 이단성 - 동성애를 성경적이라고 주장 - 가원론적 이단성 - 안식일의 의미 왜곡 |
| 대한예수교장로회(통합)     | 2018년   | 103  | 이단성 있음 | - 성경 자의적 해석 - 신론 - 동성애 - 구원론 문제                                    |

## 같이 보기
- 섬돌향린교회
- 퀴어 신학
- 이단